# Caso Texas contra White
El Caso Texas contra White (74 US 700, 1869) es un caso tratado en la Corte Suprema de Estados Unidos en 1869, surgido a partir de la consideración, por parte del gobierno del estado de Texas durante la Reconstrucción, de que los bonos estadounidenses en propiedad del estado de Texas desde 1850 habían sido vendidos ilegalmente por el gobierno estatal confederado durante la Guerra civil. El caso fue directamente planteado por Texas ante la Corte Suprema de Estados Unidos, que, de acuerdo con la Constitución, ejerce como tribunal de primera instancia en ciertos casos que implican a un estado como parte.
Aceptando actuar como tribunal de primera instancia, la Corte Suprema estableció que Texas había seguido siendo un estado de la Unión ininterrumpidamente desde que se adhirió a esta, pese a haber sido parte de la secesionista Confederación de Estados del sur del país y estar bajo autoridad militar en el momento en el que el caso era tratado por la Corte. Al valorar la cuestión de los bonos, la Corte Suprema estableció, además, que la Constitución no permitía a un estado de la Unión separarse unilateralmente de los Estados Unidos, y que por tanto, las órdenes de secesión y todas las acciones legislativas y ejecutivas destinadas a hacerlas efectivas en los Estados secesionistas, eran «nulas de pleno derecho» («absolutely null»).

## Alegaciones
Un total de 12 abogados representaron a Texas y a los distintos demandados en este caso. Las alegaciones ante la Corte Suprema se prolongaron durante tres días: el 5, el 8 y el 9 de febrero de 1869.

### Del estado de Texas
La demanda interpuesta por Texas alegaba que el estado era propietario de los bonos y exigía por tanto que los demandados se los devolvieran a Texas. Los abogados del estado cuestionaron la legitimidad de la Cámara estatal confederada que autorizó la venta de los bonos. Replicando a una cuestión planteada por los demandados, el estado de Texas distinguió entre los actos legislativos (durante la etapa confederada) necesarios «para preservar a la comunidad de la anarquía y preservar el orden» (tales como los matrimonios o las cuestiones ordinarias de carácter civil o criminal) y aquellas «orientadas a favorecer a la Confederación o que supusieran una violación de la Constitución de Estados Unidos.»
Texas argumentó que, de acuerdo con un principio legal consolidado, si el traspaso original de la propiedad a White y Chiles fue inválido, también lo era cualquier otro traspaso posterior. Chiles y White responderían ante los compradores correspondientes, y cualquier comprador que hubiera liquidado los bonos respondería ante el estado por la cantidad de dinero que hubiera recibido.

### De los demandados
Los abogados de Chiles plantearon primero una cuestión jurisdiccional, al exponer que la sección de la Constitución que define la «jurisdicción original» de la Corte Suprema no era aplicable. De acuerdo con su argumento, la situación de Texas en el momento del juicio (en 1869) no era la de un estado tal y como lo concibieron los Padres Fundadores, sino la de un territorio militarmente conquistado. Los residentes en Texas estaban sujetos a la autoridad militar, carecían de representantes en el Congreso y no disponían, según sus alegaciones, de derechos constitucionales.
Igualmente, los abogados de Chiles argumentaron que la venta de los bonos, pese a haber sido llevada a cabo por un gobierno sedicioso, no suponía una violación de la Constitución. Su venta se decidió en beneficio de la población del Estado, y esa población no podía invalidar las decisiones del gobierno anterior sólo porque en el momento actual tuviera uno diferente. Rechazaron así la distinción entre la población del estado y el estado en sí mismo como dos entidades legalmente separadas: mientras hubieran sido elegidos por el pueblo, no era relevante quiénes fueran. 
James Mandeville Carlisle, el abogado de Hardenburg, alegó que su cliente había comprado sus bonos en el mercado libre, en Nueva York, y que por tanto no podía conocer las cuestiones relativas a la validez de sus títulos. Carlisle afirmó también que la doctrina de considerar las decisiones de un gobierno «sedicioso» vinculantes para cualquier gobierno posterior, estaba «admitida universalmente en el Derecho público de las naciones».
El abogado de White, P. Phillips, alegó que, si la venta de los bonos era declarada inválida, entonces todas las acciones del gobierno estatal durante la guerra debían ser declaradas, igualmente, nulas de pleno derecho. Afirmó que «un gobierno civilizado reconoce la necesidad de un gobierno en todo momento», y concluyó su presentación argumentado que aunque Texas hubiera actuado ilegalmente durante la guerra, ningún gobierno posterior tenía derecho a recurrir esa ilegalidad ante la Corte Suprema.

## Decisión

### Opinión mayoritaria
La opinión de la Corte Suprema (con 4 justices a favor y 2 votos discrepantes) fue publicada el 12 de abril de 1869 por el Chief Justice (juez presidente) Salmon Chase, un antiguo miembro del gobierno bajo el mandato de Abraham Lincoln. En primer lugar, Chase resolvió una cuestión preliminar previa relativa a la autoridad del estado para plantear el caso, cuestionada en los documentos presentados originalmente sobre el caso; y estableció que la aprobación por parte de cualquiera de los tres gobernadores de la demanda presentada ante la Corte era suficiente para iniciar el caso.
En su decisión, Chase argumentó que la unión original de las colonias estadounidenses pretendía dar respuesta a problemas graves y muy reales experimentados por los colonos. La primera consecuencia de estas circunstancias fue la creación de los Artículos de la Confederación, que crearon una unión perpetua entre los Estados implicados. La aprobación e implementación de la Constitución, que reemplazó a los Artículos de la Confederación, tan sólo fortaleció y perfeccionó esta relación perpetua. Así, Chase razonaba:

La Unión no fue nunca una relación artificial o arbitraria. Empezó entre las Colonias, y se consolidó debido a un origen común, simpatías mutuas, principios similares, intereses parecidos y vínculos geográficos. Fue confirmada y fortalecida por las necesidades de la guerra, y recibió forma, carácter definidos y sanción en los Artículos de la Confederación. A través de estos, la Unión fue solemnemente declarada 'perpetua'. Y cuando esos Artículos resultaron inadecuados para las necesidades del país, se diseñó la Constitución 'para formar una Unión más perfecta'. Es difícil expresar la idea de unidad indisoluble con más claridad que con estas palabras. ¿Qué podría ser indisoluble si una Unión perpetua, perfeccionada, no lo es?

Tras establecer el origen de la nación americana, Chase se centró en la relación de Texas con la Unión. En su argumentación, rechazó la idea de que Texas hubiera creado una Unión con los demás Estados; más bien defendió que se había incorporado a un cuerpo política indisoluble ya existente. Más concretamente:
De estas razones se seguía que Texas no había estado nunca fuera de la Unión, y cualquier acción estatal que se tomara para declarar la secesión o implementar los Decretos de Secesión (Ordinance of Secession) eran nulos y sin efecto. En consecuencia, los derechos del Estado, igual que los derechos de los tejanos como ciudadanos de los Estados Unidos, permanecieron inalterados.

Así, considerados como elementos de legislación sujetos a la Constitución, los Decretos de Secesión, adoptados por una convención y ratificados por una mayoría de los ciudadanos de Texas, así como todos los actos legislativos diseñados para hacer efectivos estos Decretos, son nulos de pleno derecho. Están completamente fuera de la ley. Las obligaciones del Estado, como miembro de la Unión, así como los de cada ciudadano del Estado, como ciudadano de los Estados Unidos, permanecen completos e inalterados. Se sigue que un estado no deja de ser estado, ni sus ciudadanos dejan de ser ciudadanos de la Unión. Si así hubiera sido, el estado se habría convertido en extranjero, y sus ciudadanos en extranjeros. La guerra habría dejado de ser una guerra contra la rebelión, para pasar a ser una guerra de conquista.

Sin embargo, la suspensión de las instituciones anteriores a la guerra obligó a los Estados Unidos a sofocar la rebelión y restablecer los vínculos previos entre Texas y el gobierno federal. Estas obligaciones derivan de la propia Constitución, que concede al gobierno federal el poder para reprimir la insurrección y lo hace responsable de garantizar en todos los estados una «forma republicana de gobierno». En sus propias palabras:

La autoridad para el ejercicio del primero se encuentra en el poder para combatir la insurrección y hacer la guerra; para lo segundo, la autoridad deriva de la obligación de los Estados Unidos de garantizar en cada estado de la Unión una forma republicana de gobierno. La última, en efecto, en un caso de rebelión que involucre al gobierno de un estado y expulse a las autoridades nacionales de sus fronteras, parece ser un complemento necesario para la primera.

Tras establecer la cuestión de la jurisdicción, Chase abordó la cuestión de quién ostentaba la propiedad de los bonos. En casos anteriores, Chase había reconocido la validez de las decisiones legislativas orientadas exclusivamente a mantener el orden y la paz en el seno de las sociedades sudistas. Había reconocido la validez de «licencias de matrimonio, transacciones mercantiles, y otros actos cotidianos sancionados legalmente por los gobiernos de los Estados Confederados». Sin embargo, trató las acciones relacionadas con el esfuerzo de guerra de una forma claramente distinta. En sus palabras:

No es necesario tratar de dar definiciones exactas de cuándo los actos de un gobierno estatal deben ser tratados como válidos o inválidos. Puede sostenerse, y quizá sea suficientemente preciso, que los actos necesarios para la paz y el buen orden entre ciudadanos, tales como los actos de sanción y protección del matrimonio y las relaciones domésticas, de gestión de la descendencia, de regulación de traspasos y transferencia de bienes, tanto muebles como inmuebles, así como reprimir los ataques contra las personas o las propiedades, y similares, que serían válidos si emanaran de un gobierno legal, deben ser considerados en general válidos aunque procedan de un gobierno de facto, aunque sea ilegal; y que los actos de fomento o apoyo a la rebelión contra los Estados Unidos, o dirigidos a laminar los justos derechos de los ciudadanos, o de naturaleza similar, deben, en general, ser considerados inválidos y nulos.

Chase estableció que la relación del estado con White y Chiles «era por tanto desleal y nula». En consecuencia, ordenó que la propiedad de los bonos en cuestión fuera restituida al estado de Texas en su forma vigente, de modo que éste estuviera en disposición de reclamar la devolución de los bonos o el pago de su valor en efectivo por parte de aquellos que los hubieran canjeado.

### Opinión disidente
El magistrado (justice) Robert Grier formuló un voto disidente manifestando su desacuerdo en todos los puntos planteados y defendidos por la mayoría. Grier se basó en el caso Hepburn contra Ellzey, en el que el chief justice Marsall definió un estado como una entidad con derecho a representantes en el Congreso y en el Colegio Electoral. Bajo esa definición, el estatus de Texas era más similar al de una tribu indígena que a un Estado. También argumentó que la cuestión de la naturaleza estatal de Texas debía ser tratado en el ámbito legislativo (en el Congreso) y no en el judicial, y arguyó que «no estaba dispuesto a apoyar ningún argumento que llevara a considerar Texas un estado de la Unión cuando el Congreso había decidido que no lo era». Justice Grier concluyó que la afirmación por parte de Texas de que no era un estado durante la guerra civil era equivalente a realizar una «declaración de demencia» seguida de una petición a la Corte Suprema para que declarara suspensos todos los actos «llevados a cabo durante la enfermedad». Los justices Noah Swayne y Samuel F. Miller también disintieron del fallo.
Los discrepantes rechazaron la opinión mayoritaria por distintos motivos. Grier, un doughface (estadounidense del Norte, pero dispuesto a favorecer las posiciones políticas sudistas) de Pensilvania, se oponía a la Reconstrucción radical y era particularmente comprensivo con los titulares finales de los bonos. Consideraba que el Tesoro perdió el control sobre los bonos cuando éstos fueron lanzados. Miller y Swayne eran más cercanos que Chase a la posición radical. En un voto disidente separado, se mostraron de acuerdo con la mayoría en que los bonos habían sido vendidos ilegalmente por el gobierno secesionista (confederado), pero estuvieron de acuerdo con Grier en que el estado vigente de Texas no era un estado, en los términos descritos en la Constitución, en el momento de la transacción.

## Reacciones
La decisión de la Corte Suprema, elaborada por el justice Chase, fue criticada por las dos partes. Los republicanos radicales la interpretaron como una prueba de que Chase abandonaba una causa que había defendido entusiásticamente en el pasado. Los conservadores condenaron a Chase por una decisión que en la práctica permitía la continuidad del programa de reconstrucción desarrollado por el Congreso.
En diciembre, Lyman Trumbull, inspirándose en el voto discrepante de Miller-Swayne, introdujo legislación para neutralizar la sentencia de la Corte suprema en Texas contra White. La iniciativa de Trumbull establecía que «bajo la Constitución, el poder judicial de los Estados Unidos no ejerce ningún poder político, y no concede a los tribunales de justicia ninguna autoridad para cuestionar a los Departamentos del gobierno en cuestiones políticas. En un ataque frontal contra la posición de Chase, la misma iniciativa precisaba que «compete al Congreso decidir cuál es el gobierno legítimo de un Estado; y ocurre que, de acuerdo con la legislación vigente [entonces, es decir, durante la guerra], declaró que no existía ningún gobierno estatal en Virginia, Misisipi o Texas». Esta legislación fue derrotada por los miembros más conservadores del Congreso.
En su obra Creating New States: Theory and Practice of Secession, Aleksandar Pavković y Peter Radan argumentan que la afirmación de que «No hay lugar para la reconsideración o la revocación [de la Unión], salvo mediante sedición [revolution] o a través del consentimiento de los Estados» no es en absoluto sorprendente. Puesto que la fundación de los Estados Unidos se hizo mediante una revolución, las palabras de Chase solo se hacen eco de la opinión dominante entre muchos políticos y académicos de la época, incluyendo Abraham Lincoln o Daniel Webster.